# Stubbs Walden
Stubbs Walden är en civil parish i Storbritannien.   Den ligger i kommunen North Yorkshire och riksdelen England, i den centrala delen av landet, 250 km norr om huvudstaden London. Orten har 65 invånare (2001).